# Atzara
Atzara – miejscowość i gmina we Włoszech, w regionie Sardynia, w prowincji Nuoro. Graniczy z Belvì, Meana Sardo, Sorgono i Samugheo.
Według danych na rok 2004 gminę zamieszkiwało 1310 osób, 37,4 os./km².